# Lista botaniștilor după abrevierea de autor (C)
Aceasta este o listă incompletă de botaniști după abrevierile lor de autor, care sunt destinate citării denumirilor științifice sau a lucrărilor pe care le-au publicat. Această listă este întocmită după Authors of Plant Names⁠(en)[traduceți] de Brummitt & Powell (1992). Utilizarea acelei liste este recomandată prin Nota 1 Rec. 46A din International Code of Nomenclature for algae, fungi, and plants. Lista este actualizată online la The International Plant Names Index și Index Fungorum.
De notat că în unele cazuri abrevierea de autor constă dintr-un nume de familie complet, iar în alte cazuri numele este abreviat sau/și însoțit de una sau mai multe inițiale. Nu se pun spații între inițiale și nume (sau abrevierea sa).

#### Ordinea intrărilor
Lista de aici este menținută strict în ordinea alfabetică a abrevierilor; astfel "A.B.Jacks." apare la litera "A" și nu la "J", și este situat astfel ca și cum caracterele ar fi fost "ABJACKS". Capitalizarea este ignorată, la fel ca și toate caracterele non-alfabetice ca puncte și spații. Semenele diacritice de asemenea sunt ignorate, astfel încât, de exemplu, "ü" este tratat ca și cum ar fi "u".

#### Navigare
Din cauza lungimii sale, lista este despărțită în mai multe pagini separate. Toate secțiunile alfabetice pot fi accesate din cuprins.

## A–B
| Liste: | A | B | C | D | E F | G | H | I J | K L | M | N O | P | Q R | S | T U V | W X Y Z |

Pentru a găsi intrări ce încep cu A–B, folosiți cuprinsul de mai sus.

## C
| Liste: Sus | A | B | C | D | E F | G | H | I J | K L | M | N O | P | Q R | S | T U V | W X Y Z |

- C.A.Arnold – Chester Arthur Arnold (1901–1977)
- Cabanès – Jean Gustave Cabanès (1864–1944)
- C.Abbot – Charles Abbot (1761–1817)
- C.Abel – Clarke Abel (1789–1826)
- Cabezudo – Baltasar Cabezudo (n. 1946)
- C.A.Br. – Clair Alan Brown (1903–1982)
- Cabrera – Ángel Lulio Cabrera (alte limbi) (1908–1999) (a nu se confunda cu botanistul Ángel Cabrera (1879–1960))
- C.A.Clark – Carolyn A. Clark (fl. 1979)
- Caflisch – Jakob Friedrich Caflisch (1817–1882)
- C.Agardh – Carl Adolph Agardh (1785–1859)
- C.A.Gardner – Charles Austin Gardner (1896–1970)
- Cajander – Aimo Cajander (1879–1943)
- Calder – James Alexander Calder (1915–1990)
- Caley – George Caley (1770–1829)
- Calest. – Vittorio Calestani (1882–1949)
- Callm. – Martin Wilhelm Callmander (n. 1975)
- Calonge – Francisco de Calonge (n. 1938)
- Calzada – Juan Ismael Calzada (fl. 1997)
- Cambage – Richard Hind Cambage (1859–1928)
- Cambess. – Jacques Cambessèdes (1799–1863)
- C.A.Mey. – Carl Anton von Meyer (1795–1855)
- Caminhoá – Joaquim Monteiro Caminhoá (1835–1896)
- Camp – Wendell Holmes Camp (1904–1963)
- Campacci – Marcos Antonio Campacci (n. 1948)
- Campb. – Douglas Houghton Campbell (1859–1953)
- Camper – Petrus Camper (1722–1789)
- Camus – Giulio (Jules) Camus (1847–1917)
- Canby – William Marriott Canby (1831–1904)
- Cannon – John Francis Michael Cannon (1930–2008)
- Cantor – Theodore Edward Cantor (1809–1854)
- Capuron – René Paul Raymond Capuron (1921–1971)
- Carbonó – Eduino Carbonó de la Hoz (n. 1950)
- Card. – Jules Cardot (1860–1934)
- Cárdenas – Martín Cárdenas (1899–1973)
- Cardot – Jules Cardot (1860–1934)
- Carey – William Carey (1761–1834)
- Carleton – Mark Alfred Carleton (1866–1925)
- Carlquist – Sherwin Carlquist (n. 1930)
- Carnevali – Germán Carnevali (n. 1955)
- Caro – José Aristide Caro (1919–1985)
- Carp – Daniel R. Crane (d. 1901) ("Carp" a fost pseudonimul lui Crane.)
- Carrière – Elie-Abel Carrière (1818–1896)
- Carrington – Benjamin Carrington (1827–1893)
- Carruth. – William Carruthers (1830–1922)
- Caruel – Théodore Caruel (1830–1898)
- Carus – Carl Gustav Carus (1789–1869)
- Carver – George Washington Carver (1864–1943)
- Casar. – Giovanni Casaretto (1812–1879)
- C.A.Schenck – Carl Alwin Schenck (1868–1955)
- C.A.Sm. – Christo Albertyn Smith (1898–1956)
- Casp. – Johann Xaver Robert Caspary (1818–1887)
- Casper – Siegfried Jost Casper (n. 1929)
- Cass. – Alexandre Henri Gabriel de Cassini (1781–1832)
- Castañeda – Marcelino Castañeda y Nuñez de Caceres (fl. 1954)
- Castelnau – François Louis Nompar de Caumat de Laporte Castelnau (1810–1880)
- Cav. – Antonio José Cavanilles (1745–1804)
- Cavara – Fridiano Cavara (1857–1929)
- C.Bab. – Churchill Babington (1821–1889)
- C.Barbosa – César Barbosa (n. 1954)
- C.Bauhin – Gaspard Bauhin (1560–1624)
- C.B.Beck – Charles B. Beck (fl. 1958–1967)
- C.B.Clarke – Charles Baron Clarke (1832–1906)
- C.B.Rob. – Charles Budd Robinson (1871–1913)
- C.C.Berg – Cornelis Christiaan Berg (1934–2012)
- C.C.Curtis – Carlton Clarence Curtis (1864–1945)
- C.C.Gmel. – Carl Christian Gmelin (1762–1837)
- C.Chr. – Carl Frederick Albert Christensen (1872–1942)
- C.C.Hu – Chia Chi Hu (n. 1932)
- C.Clark – James Curtis Clark (n. 1951)
- C.Clarke – Charles M. Clarke (fl. 1999)
- C.C.Robin – Claude Cesar Robin (n. 1750)
- C.C.Tseng – Charles Chiao Tseng (n. 1932)
- C.D.Adams - Charles Dennis Adams (1920–2005)
- C.DC. – Anne Casimir Pyrame de Candolle (1836–1918)
- C.D.Darl. – Cyril Dean Darlington (1903–1981)
- C.De Jong – Cornelis De Jong (fl. 1985)
- C.D.Specht – Chelsea D. Specht (fl. 2006)
- C.D.White – Charles David White (1862–1935)
- C.E.A.Winslow – Charles-Edward Amory Winslow (1877–1957)
- Ceballos – Luis Ceballos y Fernández de Córdoba (1896–1967)
- C.E.Bertrand – Charles Eugène Bertrand (1851–1917)
- C.E.Calderón – Cleofé Elsa Calderón (1929–2007)
- C.E.C.Fisch. – Cecil Ernest Claude Fischer (1874–1950)
- C.E.Cramer – Carl Eduard Cramer (1831–1901)
- C.E.Cumm. – Carlos Emmons Cummings (1878-1964)[5]
- C.E.Hubb. – Charles Edward Hubbard (1900–1980)
- Čelak. – Ladislav Josef Čelakovský (1834–1902)
- C.Elliott – Charlotte Elliott (1883-1974)
- Celsius – Olof Celsius (1670–1756) (unchiul astronomului Anders Celsius)
- C.E.O.Jensen – Christian Erasmus Otterstrøm (Otterström) Jensen (1859–1941)
- C.E.Parkinson – Charles Edward Parkinson (1890–1945)
- Cerv. – Vicente de Cervantes (1755–1829)
- Ces. – Vincenzo de Cesati (1806–1883)
- Cesalpino – Andrea Cesalpino (1519–1603)
- Cetto - Bruno Cetto (1921-1991)
- C.F.Baker – Charles Fuller Baker (1872–1927)
- C.F.Culb. – Chicita Frances (Forman) Culberson (n. 1931)
- C.F.Fang – Cheng Fu Fang (n. 1925)
- C.F.Gaertn. – Karl Friedrich von Gaertner (1772–1850)
- C.Fisch – Carl Fisch (n. 1859)
- C.F.Reed – Clyde Franklin Reed (1918–1999)
- C.F.Schmidt – Carl Friedrich Schmidt (1811–1890)
- C.Gao – Chien Gao (n. 1929)
- C.G.F.Hochst. – Christian Gottlob Ferdinand von Hochstetter (1829–1884)
- C.G.Matthew – Charles Geekie Matthew (1862–1936)
- Chabaud – J.Benjamin Chabaud (1833–1915)
- Chaix – Dominique Chaix (1730–1799)
- Chakrav. – Hira Lal Chakravarty (n. 1907)
- Cham. – Adelbert von Chamisso (1781–1838)
- Chamb. – Charles Joseph Chamberlain (1863–1943)
- Champ. – John George Champion (1815–1854)
- Chantar. – Pranom Chantaranothai (n. 1955)
- Chapm. – Alvan Wentworth Chapman (1809–1899)
- Chase – Mary Agnes Chase (1869–1963)
- Chassot – Philippe Chassot (fl. 2003)
- Châtel. – Jean Jacques Châtelain (1736–1822)
- Chatton – Édouard Chatton (1883–1947)
- Chaub. – Louis Athanase Chaubard (1785–1854)
- Chaumeton – François-Pierre Chaumeton (1775–1819)
- C.H.Blom – Carl Hilding Blom (1888–1972)
- C.H.Curtis – Charles Henry Curtis (1869–1958)
- C.H.Eberm. – Carl Heinrich Ebermaier (1802–1870)
- Cheek – Martin Cheek (n. 1960)
- Cheel – Edwin Cheel (1872–1951)
- Cheeseman – Thomas Frederic Cheeseman (1846–1923)
- Cheesman – Ernest Entwistle Cheesman (1898–1983)
- C.H.Ellis – Charles Howard Ellis (n. 1929)
- Chenault – Léon Chenault (1853–1930)
- Cherd. – Valentina Yakovlevna Cherdantseva (n. 1939)
- Cheremis. – Elena Andreevna Cheremisinova (n. 1915)
- Cherler – Johann Heinrich Cherler (1570–1610)
- Cherm. – Henri Chermezon (1885–1939)
- Cherm.Mir. – Vicente Chermont de Miranda (1849–1907)
- Cheshm. – Ilija Vasilev Cheshmedjiev (n. 1930)
- Chess. – Pascale Chesselet (n. 1959)
- Chevall. – François Fulgis Chevallier (1796–1840)
- Chew - Wee-Lek Chew (n. 1932)
- Chi.C.Lee – Ch'ien C. Lee (fl. 2002)
- Chilton – Charles Chilton (1860–1929)
- Ching – Ren-Chang Ching (1898–1986)
- Chiov. – Emilio Chiovenda (1871–1941)
- Chiron – Guy Robert Chiron (n. 1944)
- Chitaley – Shya Chitaley (1918–2013)
- C.H.Lank. – Charles Herbert Lankester (1879–1969)
- C.H.Mull. – Cornelius Herman Muller (1909–1997)
- Chodat – Robert Hippolyte Chodat (1865–1934)
- Choisy – Jacques Denys Choisy (1799–1859)
- Cholnoky – Béla Jenö Cholnoky (1899–1972)
- Chopinet – Robert G. Chopinet (1914-1975)[6]
- Christ – Konrad H. Christ (1833–1933)
- Christian – Hugh Basil Christian (1871–1950)
- Christoph. – Erling Christophersen (1898–1994)
- Chrtek – Jindřich Chrtek (n. 1930)
- Chud. – René Chudeau (1864–1921)
- Chun – Woon Young Chun (1890–1971)
- C.H.Wright – Charles Henry Wright (1864–1941)
- Cif. – Raffaele Ciferri (1897–1964)
- Cirillo – Domenico Cirillo (1739–1799)
- C.J.Brand – Charles John Brand (1879–1949)
- C.J.Gould – Charles Jay Gould (1912-1997)[7]
- C.J.Webb – Colin James Webb (n. 1949)
- C.Kramer – Carl Kramer (1843–1882)
- C.Krauss – Christian Ferdinand Friedrich von Krauss (1812–1890)
- C.K.Schneid. – Camillo Karl Schneider (1876–1951)
- C.K.Spreng. – Christian Konrad (Conrad) Sprengel (1750–1816)
- Claassen – Martha Isabella Claassen (n. 1931)
- Clairv. – Joseph Philippe de Clairville (1742–1830)
- Clap. – Jean Louis René Antoine Édouard Claparède (1830–1871)
- Clapperton – Bain Hugh Clapperton (1788–1827)
- Clarion – Jacques Clarion (1776–1844)
- Clark – Jane Jessie Clark (1881–1914)[8]
- Clarke – Benjamin Clarke (1813–1890)
- Clarkson – Edward Hale Clarkson (1866–1934)
- Claus – Karl Ernst Claus (1796–1894)
- C.L.Boynton – Charles Lawrence Boynton (1864–1943)
- Cleghorn – Hugh Francis Clarke Cleghorn (1820–1895)
- Cleland – John Burton Cleland (1878–1971)
- Clem. – Frederick Edward Clements (1874–1945)
- Clémencet – Marien Clémencet (L. Clémencet in IPNI) (fl. 1932)[9]
- Clémençon – Heinz Clémençon (n. 1935)
- Clement – Ian Duncan Clement (n. 1917)
- Clemente – Simón de Roxas (Rojas) Clemente y Rubio (1777–1827)
- Clementi – Giuseppe C. Clementi (1812–1873)
- Clem.-Muñoz – M. Clemente-Muñoz (fl. 1986)
- C.L.Fenton – Carroll Lane Fenton (1900–1969)
- C.L.Hitchc. – Charles Leo Hitchcock (1902–1986)
- Clifford – Harold Trevor Clifford (n. 1927)
- Clifton – George Clifton (1823–1913)
- Clinton – George William Clinton (1807–1885)
- C.L.Leakey – Colin Louis Avern Leakey (n. 1933)
- Clos – Dominique Clos (1821–1908)
- Clover – Elzada Urseba Clover (1896–1980)
- C.L.Scott – Charles Leslie Scott (1913–2001)
- Clus. – Carolus Clusius (or Charles de l'Écluse) (1526–1609)
- Clute – Willard Nelson Clute (1869–1950)
- C.L.Woodw. – Catherine L. Woodward (fl. 2007)
- C.Marquand – Cecil Victor Boley Marquand (1897–1943)
- C.Martin – Charles-Édouard Martin (1847–1937)
- C.Massal. – Caro Benigno Massalongo (1852–1958)
- C.Merck – Carl Merck (fl. 1786–1793)
- C.Mohr – Charles Theodore Mohr (1824–1901)
- C.Morren – Charles François Antoine Morren (1807–1858)
- C.Nelson – Cirilo Nelson (nume alternativ: Cyril Hardy Nelson Sutherland) (n. 1938)
- C.N.Forbes – Charles Noyes Forbes (1883–1920)
- C.Norman – Cecil Norman (1872–1947)
- Co – Leonardo Legaspi Co (1953–2010)
- Coaz – Johann Coaz (1822–1918)
- Cobb – Nathan Augustus Cobb (1859–1932)
- Cocc. – Girolamo Cocconi (1822–1904)
- Cockayne – Leonard C. Cockayne (1855–1934)
- Cockburn – Peter Francis Cockburn (n. 1946)
- Cockerell – Theodore Dru Alison Cockerell (1866–1948)
- Cocks – John Cocks (1787–1861)
- Cocquyt – Christine Cocquyt (n. 1955)
- Codd – Leslie Edward Wostall Codd (1908–1999)
- Cogn. – Alfred Cogniaux (1841–1916)
- Cogollo – Alvaro Cogollo (fl. 1993)
- Cohn – Ferdinand Julius Cohn (1828–1898)
- Coincy – Auguste Henri Cornut de Coincy (1837–1903)
- Coker – William Chambers Coker (1872–1953)
- Colas. – Maria Antonietta (Maretta) Colasante (n. 1944)
- Colden – Jane Colden (1724–1766)
- Colebr. – Henry Thomas Colebrooke (1765–1837)
- Colenso – William Colenso (1811–1899)
- Colla – Luigi Aloysius Colla (1766–1848)
- Collad. – Louis Théodore Frederic Colladon (1792–1862)
- Collett – Henry Collett (1836–1901)
- Collie – Alexander Collie (1793–1835)
- Collins – Frank Shipley Collins (1848–1920)
- Collinson – Peter Collinson (1694–1768)
- Colomb – Marie Louis Georges Colomb (1856–1945)
- Columbus – James Travis Columbus (n. 1962)
- Comm. – Philibert Commerçon (1727–1773)
- Compton – Robert Harold Compton (1886–1979)
- Cond. – Charles Marie de la Condamine (1701–1774)
- Conger – Paul Sidney Conger (1897–1979)
- Conrad – Solomon White Conrad (1779–1831)
- Conran – John Godfrey Conran (n. 1960)
- Console – Michelangelo Console (1812–1897)
- Constance – Lincoln Constance (1909–2001)
- Constant. – Ovidiu Constantinescu (1933–2012)
- Conw. – Hugo Conwentz (1855–1922)
- Conz. – Cassiano Conzatti (1862–1951)
- Cook – James Cook (1728–1779)
- Cooke – Mordecai Cubitt Cooke (1825–1914)
- Cookson – Isabel Clifton Cookson (1893–1973)
- Cooper – Daniel Cooper (1817?–1842)
- Cooperr. – Tom Smith Cooperrider (n. 1927)
- Cope – Thomas Arthur Cope (es) (n. 1949)
- Copp. – Amédée Coppey (1874–1913)
- Copel. – Edwin Bingham Copeland (1873–1964)
- Corb. – François Marie Louis Corbière (1850–1941)
- Cordem. – Eugène Jacob de Cordemoy (1835–1911)
- Core – Earl Lemley Core (1902–1984)
- Corill. – Robert J. Corillion (1908–1997)
- Corner – Edred John Henry Corner (1906–1996)
- Cornu – Maxime Cornu (1843–1901)
- Cornut – Jaques-Philippe Cornut (c. 1606–1651)
- Corrêa – José Francisco Corrêa da Serra (1751–1823)
- Correll – Donovan Stewart Correll (1908–1983)
- Correns – Carl Correns (1864–1933)
- Cortés – Santiago Cortés (1854–1924)
- Cortesi – Fabrizio Cortesi (1879–1949)
- Cory – Victor Louis Cory (1880–1964)
- Coss. – Ernest Saint-Charles Cosson (1819–1889)
- Costantin – Julien Noël Costantin (1857–1936)
- Cotton – Arthur Disbrowe Cotton (1879–1962)
- Coult. – Thomas Coulter (1793–1843)
- Courchet – Lucien Désiré Joseph Courchet (1851–1924)
- Courtec. – Régis Courtecuisse (n. 1956)
- Coustur. – Paul Cousturier (1849–1921)
- Cout. – António Xavier Pereira Coutinho (1851–1939)
- Coville – Frederick Vernon Coville (1867–1937)
- Cowan – John Macqueen Cowan (1891–1960)
- Cowles – Henry Chandler Cowles (1869–1930)
- Cowley – Elizabeth Jill Cowley (n. 1940)
- Cox – Euan Hillhouse Methven Cox (1893–1977)
- C.Palmer – Charles Mervin Palmer (n. 1900)
- C.P.Raju – C. Prabhakar Raju (n. 1962)
- C.Presl – Carl Borivoj Presl (1794–1852)
- C.P.Robin – Charles Philippe Robin (1821–1885)
- C.P.Sm. – Charles Piper Smith (1877–1955)
- Crabbe – James Albert Crabbe (1914–2002)
- Crabtree – D. R. Crabtree (fl. 1983–1990)
- Cragin – Francis Whittemore Cragin (1858–1937)
- Craib – William Grant Craib (1882–1933)
- Craig – Thomas Craig (1839-1916)
- Cralley – Elza Monroe Cralley (1905-1999)[10]
- C.Ramesh – Ch. Ramesh (fl. 1986)
- Crampton – Beecher Crampton (1918-2002)[11]
- Crand. – Bowen Sinclair Crandall (n. 1909)
- Crand.-Stotl. – Barbara Jean Crandall-Stotler (n. 1942)
- Crane – Fern Ward Crane (n. 1906)
- Cranfield – Raymond Jeffrey Cranfield (n. 1947)
- Cranfill – Raimond Cranfill (fl. 1981)
- Crantz – Heinrich Johann Nepomuk von Crantz (1722–1799)
- Cranwell – Lucy May Cranwell (1907–2000)
- Cranz – David Cranz (1723–1777)
- Cratty – Robert Irvin Cratty (1853–1940)
- Craveiro – Sandra Carla Craveiro (n. 1969)
- Craven – Lyndley Alan Craven (n. 1945)
- Crawshay – Richard Crawshay (1862–1958)
- C.R.Ball – Carleton Roy Ball (1873–1958)
- C.R.Bell – Clyde Ritchie Bell (1921–2013)
- C.Rchb. – Carl (Karl) Ludwig von Reichenbach (1788–1869)
- C.Regel – Constantin Andreas von Regel (1890–1970)
- Crép. – Francois Crépin (1830–1903)
- Cretz. – Paul Cretzoiu (1909–1946)
- Crins – William J. Crins (n. 1955)
- C.Ríos – Carlos Ríos (fl. 2008)
- C.Rivière – Charles Marie Rivière (n. 1845)
- Croat – Thomas Bernard Croat (n. 1938)
- Croizat – Léon Camille Marius Croizat (1894–1982)
- Cronk – Quentin Cronk (fl. 1980)
- Cronquist – Arthur John Cronquist (1919–1992)
- Crossl. – Charles Crossland (1844–1916)
- C.R.P.Andrews – Cecil Rollo Payton Andrews (1870–1951)
- C.R.Parks – Clifford R. Parks (fl. 1963)
- Crueg. – Hermann Crüger (1818–1864)
- Crundw. – Alan Crundwell (1923–2000)
- Crusio – Wim Crusio (n. 1954)
- C.Schultze – Christian Friedrich Schultze (1730–1755)
- C.Siebold – Karl (Carl) Theodor Ernst von Siebold (1804–1885)
- C.S.Li – Cheng Sen Li (n. 1948)
- C.T.Gaudin – Charles Théophile Gaudin (1822–1866)
- C.Tul. – Charles Tulasne (1816–1884)
- C.T.White – Cyril Tenison White (1890–1950)
- Cuatrec. – José Cuatrecasas (1903–1996)
- Cuev.-Fig. – Xochitl Marisol Cuevas-Figueroa (fl. 2005)
- Cufod. – Georg Cufodontis (1896–1974)
- Culham – Alastair Culham (n. 1965)
- Cullum – Thomas Gery Cullum (1741–1831)
- Culm. – Paul Frederic Culmann (1860–1936)
- Cuming – Hugh Cuming (1791–1865)
- Cumm. – Clara Eaton Cummings (1855–1906)
- Cumming – William Archibald Cumming (n. 1911)
- Cummins – George Baker Cummins (1904–2007)
- Curie – Peter Friedrich Curie (1777–1855)
- Curl – Herbert Charles Curl (n. 1928)
- Curn. – William Curnow (1809–1887)
- Curr. – Frederick Currey (1819–1881)
- Currah – Randolph S. Currah (n. 1954)
- Curran (also K.Brandegee) – Mary Katharine Curran (1844–1920)
- Currie – James Nimrod Currie (n. 1883)
- Curtis – William Curtis (1746–1799)
- Curto – Michael Leonard Curto (n. 1956)
- Curzi – Mario Curzi (1898–1944)
- Cutak – Ladislaus Cutak (1908–1973)
- Cuvier – Georges Cuvier (1769–1832)
- C.Velásquez – César Velásquez (fl. 2009)
- C.V.Hartm. – Carl Vilhelm Hartman (1862–1941)
- C.V.Morton – Conrad Vernon Morton (1905–1972)
- C.Walcott – Charles Doolittle Walcott (1850–1927)
- C.Walter – Charles Walter (1831–1907)
- C.W.Andrews – Charles William Andrews (1866–1924)
- C.Weber – Claude Weber (fl. 1968)
- C.Winslow – Charles Frederick Winslow (1811–1877)
- C.W.Powell – Charles Wesley Powell (1854–1927)
- C.Wright – Charles Wright (1811–1885)
- C.W.Schneid. – Craig William Schneider (n. 1948)
- C.W.Thomson – Charles Wyville Thomson (1830–1882)
- C.Y.Wang – Chang Yong Wang (n. 1934)
- C.Y.Wu – Cheng Yih Wu (1916–2013)
- Czerep. – Sergei Kirillovich Czerepanov (1921–1995)
- Czern. – Vassilii Matveievitch Czernajew (1796–1871)
- C.Z.Nelson – Carl Z. Nelson (1870–1939)

## D–Z
| Liste: Sus | A | B | C | D | E F | G | H | I J | K L | M | N O | P | Q R | S | T U V | W X Y Z |

Pentru a găsi intrări ce încep cu D–Z, folosiți cuprinsul de mai sus.